# Кримінальна справа щодо Голодомору
Кримінальна справа щодо Голодомору — кримінальна справа, порушена 22 травня 2009 року Головним слідчим управлінням Служби безпеки України проти ряду радянських і партійних керівників СРСР і УРСР за фактом влаштування на території України штучного голоду, який став причиною геноциду 1932—1933 років, тобто за ознаками злочину, передбаченого ч. 1 ст. 442 Кримінального кодексу України.
25 грудня 2009 року, в ході розслідування цієї кримінальної справи Головним слідчим управлінням Служби безпеки України (СБУ) під керівництвом генерал-майора юстиції Василя Вовка, було порушено нову кримінальну справу стосовно І. В. Сталіна (Джугашвілі), В. М. Молотова (Скрябіна), Л. М. Кагановича, П. П. Постишева, С. В. Косіора, В. Я. Чубаря та М. М. Хатаєвича за ознаками злочину, передбаченого ч. 1 ст. 442 КК України.
31 грудня 2009 року справу було направлено до Апеляційного суду Києва як таку, що «підлягає закриттю». Суд, який витратив на розгляд справи лише кілька годин, підтвердив висновки слідчих СБУ про організацію на території УРСР геноциду українського народу, тобто штучного створення життєвих умов, розрахованих на його часткове фізичне знищення.
Суд констатував, що обвинувачені вчинили злочин, у якому їх звинувачують, і закрив кримінальну справу у зв'язку з їхньою смертю.

## Підстави для порушення кримінальної справи
Підставою для порушення справи, як випливає з повідомлення пресслужби СБУ, стали звернення виконуючого обов'язки голови Українського інституту національної пам'яті Ігоря Юхновського, народних депутатів України Григорія Омельченка, Олександра Чорноволенка, голови Асоціації дослідників голодоморів в Україні Левка Лук'яненка, голови Товариства «Меморіал» імені Василя Стуса Романа Круцика, а також заяви багатьох громадян України з вимогами проведення негайного розслідування Голодомору 1932—1933 років в Україні.
За даними пресцентру, в ході перевірки були отримані пояснення від очевидців та свідків подій 1932-1933 років, розсекречені радянські архівні таємні документи, наукові дослідження вітчизняних та закордонних вчених, істориків, громадських діячів, висновки Києво-Могилянської академії та Львівського національного університету ім. І.Франка щодо юридичної кваліфікації дій посадових осіб керівництва СРСР як масових вбивств голодом, тобто злочинів проти людства.
Досудове розслідування і сам судовий процес, проведений перед першим туром президентських виборів 2010 року в Україні, викликали суперечки серед українських і російських юристів і політиків.

## Хід розслідування
Розслідуванням кримінальної справи займалися слідчі групи СБУ, які працювали в 17 областях України, а сама кримінальна справа була порушена 22 травня 2009 року Головним слідчим управлінням Служби Безпеки України.
У серпні 2009 року начальник головного управління СБУ в Харківській області Андрій Мухатаєв і голова Харківської облдержадміністрації Арсен Аваков на пресконференції присвяченій ходу розслідування повідомили, зокрема, про виявлення унікальних документів Харківського судово-медичного моргу за 1929-1934 роки: записів судово-медичних досліджень, архівних книг, книг реєстрації померлих, річних звітів і ділового листування, завдяки яким слідчі відновлюють картину подій тих років. Згідно з виявленими документами впродовж 1933 року до Харківського судово-медичного моргу надійшло 8 940 тіл померлих людей, з яких 6 021 померли від голоду. Щодня в липні 1933 року в морг привозили від 130 до 300 трупів. Протягом всього 1933 року померлим ставили діагноз безбілковий набряк.
В ході розслідування було виявлено 13 613 населених пунктів (у тому числі 11 922 сіл), жителі яких постраждали в результаті масового голоду. Всього було виявлено 1 847 500 жертв. Як повідомив Ігор Юхновський, основне число жертв припало на січень-травень 1933 року, при цьому, за його словами, «політичним каталізатором репресій, розгорнутих проти селян» стала промова Сталіна від 1 січня 1933 року. Імена половини загиблих занесені в Національну книгу пам'яті жертв Голодомору 1932—1933 років в Україні.
22 грудня 2009 року в адміністрації президента України в присутності президента Віктора Ющенка пройшла міжвідомча нарада з питання про хід досудового розслідування. У нараді взяли участь голова СБУ Валентин Наливайченко, генеральний прокурор Олександр Медведько та керівник Українського інституту національної пам'яті Ігор Юхновський.
Присутній на нараді заступник голови СБУ Микола Герасименко повідомив, що розслідування фактично закінчено і матеріали протягом тижня будуть передані до Генеральної прокуратури.
25 грудня 2009 року в ході розслідування кримінальної справи № 475 Головним слідчим управлінням СБУ було порушено ще одну кримінальну справу № 1-33/2010 у відношенні І. В. Сталіна (Джугашвілі), В. М. Молотова (Скрябіна), Л. М. Кагановича, П. П. Постишева, С. В. Косіора, В. Я. Чубаря та М. М. Хатаєвича за ознаками злочину, передбаченого ч. 1 ст. 442 КК України.

## Судовий процес
31 грудня 2009 року справу № 1-33/2010 року було направлено до Апеляційного суду Києва, який, розглянувши його за кілька годин, підтвердив висновки слідчих СБУ про організацію на території УРСР геноциду українського народу, тобто штучного створення життєвих умов, розрахованих на його часткове фізичне знищення.
Розгляд порушеної Головним слідчим управлінням СБУ кримінальної справи за обвинуваченням радянських посадових партійних осіб керівництва СРСР і УРСР І. В. Сталіна (Джугашвілі), В. М. Молотова (Скрябіна), Л. М. Кагановича, П. П. Постишева, С. В. Косіора, В. Я. Чубаря та М. М. Хатаєвича відбулося 12-13 січня 2010 року.
Перше слухання у справі почалося 12 січня і тривало близько 10 хвилин. Прохання сторони обвинувачення про надання 4 діб для ознайомлення з 330 томами справи була відхилена. Розгляд справи було перенесено на наступний день — 13 січня 2010 року, коли відбулося друге й останнє засідання у справі.
На початку засідання, о 10:00 ранку, стороною обвинувачення — представником Генеральної прокуратури України Олександром Доценком було заявлено, що прокуратура просить закрити кримінальну справу у зв'язку з тим, що всі обвинувачені по ньому вже давно померли. Суддя Віктор Скавронік оголосив перерву до 15:30 і пішов у нарадчу кімнату. Відразу після перерви суддя оголосив рішення суду. Всього зачитування тривало 2 години 40 хвилин. Ніяких інших процесуальних дій, передбачених законодавством України, судом не проводилося.
Суддя Апеляційного суду міста Києва Скавронік підтвердив висновки слідчих Служби Безпеки України про організацію здійснення у 1932-1933 роках на території УРСР геноциду керівництвом більшовицького тоталітарного режиму, тобто штучного створення життєвих умов, розрахованих на часткове фізичне знищення українського народу. Суд констатував, що обвинувачені вчинили злочин передбачений ч. 1 ст. 442 Кримінального кодексу України, і закрив кримінальну справу у зв'язку зі смертю обвинувачених. 21 січня 2010 року рішення суду набуло чинності.
Водночас суд констатував, що на підставі ст. 6 КПК України «кримінальна справа не може бути порушена, а порушена справа підлягає закриттю… щодо померлого, за винятком випадків, коли провадження в справі є необхідним для реабілітації померлого або відновлення справи щодо інших осіб за нововиявленими обставинами» і ухвалив закрити кримінальну справу.
Роз'яснення суду
2 лютого 2010 року, у зв'язку з великим політичним резонансом судового рішення і різними його тлумаченнями представниками українських і закордонних ЗМІ пресслужба Апеляційного суду Києва опублікувала роз'яснення, в якому по суті рішення суду було зазначено наступне:
|  | Необхідно чітко розуміти, що суд не визнавав зазначених осіб винними у вчиненні злочину, передбаченого ч. 1 ст. 442 КК України (геноцид), як про це неодноразово помилково, з негативною складовою, заявлялося в засобах масової інформації. Суд не мав процесуальної можливості це зробити, оскільки чинне національне кримінально-процесуальне законодавство України не передбачає пред'явлення звинувачення померлим, і вже тим більше їх засудження. Однак вказане жодним чином не виправдовує зазначених осіб у вчиненні ними тяжкого злочину проти українського народу, а, навпаки, дані, що містяться в матеріалах кримінальної справи, підтверджують і з усією очевидністю свідчать про те, що Голодомор 1932-1933 років — це не що інше, як геноцид частини української національної групи, який організували й скоїли саме Й. В. Сталін (Джугашвілі), В. М. Молотов (Скрябін), Л. М. Каганович, П. П. Постишев, С. В. Косіор, В. Я. Чубар та М. М. Хатаєвич. |